# トランスフォーマー ビーストウォーズメタルス 激突!ガンガンバトル
『トランスフォーマー ビーストウォーズメタルス 激突!ガンガンバトル』（トランスフォーマー ビーストウォーズメタルス げきとつ ガンガンバトル）は1999年12月9日にタカラから発売されたプレイステーション用のゲームソフトである3D対戦アクションゲームである。

## 概要
『ビーストウォーズメタルス』のキャラクターたちが繰り広げる3D格闘アクション。日本語吹き替え版のようにキャラクター選択や戦闘中に常にキャラクターが喋り、日本版の雰囲気を出している。また、メタルスライノックス・メタルスワスピーターといった玩具のみのキャラクターも登場し、メタルスブラックウィドーもアニメに先駆けての登場となった。
アメリカ合衆国では2000年6月（ゲームレンタルは5月から開始）にBAM!エンターテイメントから『Transformers: Beast Wars Transmetals』のタイトルで発売。日本版とは一部仕様が変更され、日本版には登場しなかったキャラクターが登場し、日本版ではデモムービーなどで登場したメタルスブラックウィドーもプレイヤーキャラとして登場している。

## 基本操作とシステム
十字キーと変身（□）・ジャンプ（×）・遠距離誘導射撃（○）・近距離誘導射撃（△）で構成されている。相手との距離により格闘・射撃に切り替わる。
相手に攻撃を仕掛けたり、受けたりすると体力ゲージの上からスーパービーストゲージが溜まり、サイバトロン・デストロンマークが点灯する（3つまでストック可能）。
変身
□ボタン。ロボットモードビーストモードへ変身する。
ビークルモード
十字キーを入れながらL1か、□ボタンと×ボタンを同時押し。高速移動する。
ジャンプキャンセル
ジャンプ中に×ボタン。
ガード
何も触れない。
タックル
R1か△ボタンと○ボタンを同時押し。防御不能の攻撃。
ビーストアタック
△か○ボタンを溜め押し。
スーパービーストアタック
スーパービーストゲージ点灯中にR1か△ボタンと○ボタンを同時押し。

## ゲーム内容
各種モード選択時キャラクターが喋る。
ストーリーモード
サイバトロンかデストロンどちらかの陣営を選び。敵の基地を目指して戦うゲームオリジナルストーリーをプレイするモード。
プレイ中テレビモードに変更できる。
テレビモード
ストーリーモードを自動で行うモード。
プレイ中ストーリーモードに変更できる。
VSバトルモード
対戦。
- VSコンピュータ
- VSプレイヤー

サバイバルモード
体力が続く限り闘い続けるモード。
トレーニングモード
技の練習が出来るモード。
オプション
セーブデータの管理やサウンド、玩具データなどの閲覧が出来る。

## 登場キャラクター
ビーストアタック／スーパービーストアタックと表記する。

### サイバトロン／Maximals
総司令官メタルスコンボイ／Transmetal Optimus Primal（ゴリラ）
声 - 子安武人 / 英 - ゲイリー・チョーク
サイバトロンの総司令官。遠近共にバランスが良い。雪山では吹雪のダメージが軽減される。
ロボット スーパーマイクロ・キャノン／連射!ビーム・ガトリングガン
ビースト 怒りのドラミング／必殺!コンボイパンチ
密林巡査員メタルスチータス／Transmetal Cheetor（チーター）
声 - 高木渉 / 英 - イアン・ジェームズ・コーレット
サイバトロンの密林巡査員。スピードが速い。草原ではさらに速くなる。
ロボット スーパーアームショット／ハイパーアームショット
ビースト チータスローリングアタック／まわってまわって蹴り上げるじゃ～ん
諜報員メタルスラットル／Transmetal Rattrap（ネズミ）
声 - 山口勝平 / 英 - スコット・マクニール
サイバトロンの諜報員。小柄な体格の通り身軽。ジャンプキャンセルにより地中に潜ることが出来る。岩場ではさらに長く潜れる。
ロボット 誘導ラット・ビームガン・ネオ／す・ご・い・ば・く・だ・ん
ビースト ねずみの砂かけ／踏んだり轢いたり
追跡員シルバーボルト／Fuzor Silverbolt（オオカミ&ワシのフューザー）
声 - 岩田光央 / 英 - スコット・マクニール
サイバトロンの追跡員。フューザー戦士。遠距離かつ誘導技が多い。荒野では地雷に引っかからない。
ロボット フェザーミサイル／サイクロンビーム
ビースト ソニックカッター／シルバーボルトスラッシャー

### デストロン／Predacons
破壊大帝メタルスメガトロン／Transmetal Megatron（ティラノサウルス）
声 - 千葉繁 / 英 - デビッド・ケイ
デストロンの破壊大帝。接近戦が主だが、攻撃範囲は広い。溶岩では溶岩のダメージが軽減される。
ロボット メガトロンウェーブ／ハイパーメガ・バスター
ビースト メガトロンクェイク／ハイパーメガ・ファイヤー
忍者兵メタルスタランス／Transmetal Tarantulas（タランチュラ）
声 - 長島雄一 / 英 - アレック・ ウィロウズ
デストロンの忍者兵。スピードが速い。森林では木のダメージが軽減される。
ロボット ラウンドランチャーっす／一撃必殺サークルエッジっす
ビースト シビレさせるっす／糸まきまきっす
戦将ランページ／Rampage（カニ）
声 - 檜山修之 / 英 - キャンベル・レイン
デストロンの戦将。パワーがあるもののスピードが少々遅い。山岳では木の落石のダメージが軽減される。
ロボット バリバリガルバキャノン／ガルバキャノン乱れ撃ちじゃ～
ビースト いわすど!テラークロー／こわがれ、こわがれ、こわがれ～
砂漠戦指揮官クイックストライク／Quickstrike（サソリ&コブラのフューザー）
声 - 飛田展男 / 英 - イアン・ジェームズ・コーレット
デストロンの砂漠戦指揮官で、フューザー戦士。相手に飛び込んだり、毒ガスを吐くなどトリッキーな技が多い。ジャンプキャンセルにより地中に潜ることが出来る。砂漠では画面隅の流砂に滑らない。
ロボット パンチでぎっちょ～ん／ベノム・バイトでぎっちょんちょ～ん
ビースト どくでぎっちょ～ん／ベノム・ストライクでぎっちょ～ん

### 隠しキャラクター（アメリカ版のみ）
極地偵察員タイガトロン／Tigatron（ホワイトタイガー）
声 - マーティン・ローチ
無印のテレビ本編での姿をしている。
ウィンドレーザー／Windrazor
声 - クリス・タン
シルバーボルトの色違い。
妨害工作員メタルスブラックウィドー／Transmetal 2 Blackarachnia（セアカゴケグモ）
声 - 柚木涼香 / 英 - ジャネット・レイン・グリーン
日本版ではデモムービーなどで登場。テレビ本編に先駆けて登場を果たしたが、本作品ではデストロンになっている（テレビ本編ではサイバトロン）。
諜報破壊兵メタルスジャガー／Ravage（ジャガー）
声 - マーティン・ローチ

### その他のキャラクター
デモムービーなどで登場。
陸上防衛戦士メタルスライノックス／Transmetal Rhinox（サイ）
声 -  中村大樹 / 英 - アレック・ ウィロウズ
コンピューター
声 - 飛田展男 / 英 - イアン・ジェームズ・コーレット
空中攻撃兵メタルスワスピーター／Transmetal Waspinator（ハチ）
声 -  加藤賢崇 / 英 - スコット・マクニール
64版ではプレイヤーキャラとして登場したが、本作品の日本版のデモ画面で「ゲーム出たら、きっと痛い思いをする」と言ったことにより参加しなかった。
空中戦闘員メタルステラザウラー／Transmetal Terrorsaur（プテラノドン）
声 - 飛田展男
日本版のデモ画面で声のみ登場。
ナビ子
声 - 柚木涼香 / 英 - ジャネット・レイン・グリーン

## ステージ
サイバトロン基地
サイバトロン基地「アクサロン」。防衛システム「サイバガード」がデストロンのメンバーに攻撃を仕掛ける（破壊可能）。お互いがデストロンの時はランダムで攻撃される。
デストロン要塞
デストロン基地基地「テラクラッシャー号」。ナビ子ちゃんが防衛装置でサイバトロンのメンバーに攻撃を仕掛ける（破壊可能）。お互いがサイバトロンの時はランダムで攻撃される。
草原
周りがエネルゴンに囲まれたステージ。エネルゴンに触れるとダメージを受ける。
雪原
雪が降っているステージ。突然吹雪で吹き飛ばされダメージを受ける。
森林
霧が出ているステージ。突然木や草が飛んできてダメージを受ける。
岩場
高い岩山があるステージ。止まっていると雷が落ちてきてダメージを受ける。
砂漠
砂が流れているステージ。砂の竜巻に巻き込まれるとダメージを受ける。
荒野
地雷があちこちに埋め込まれているステージ。地雷に触れるとダメージを受ける。
山岳
滝が流れているステージ。川に入ると流される。また崖の上から落ちてくる岩に当たるとダメージ受ける。
溶岩
周りが溶岩に囲まれたステージ。周りの溶岩や飛んでくるマグマ弾に当たるとダメージを受ける。

## アイテム
基地以外で射撃攻撃が地面に当たると出現する。
あおいエネルゴン
しびれて跳ね飛ばされてダメージを受ける。
みどりのエネルゴン
体力が回復する。
あかいエネルゴン
一定時間、攻撃力が上がる。
きいろのエネルゴン
持ち上げて相手に投げつけダメージを与えられる。持っている最中に攻撃されると爆発してダメージを受ける。
岩
特定のステージに登場。持ち上げて相手に投げつけダメージを与えられる。

## スタッフ
- シニア・エグゼクティブプロデューサー：森川雅博
- エグゼクティブプロデューサー：田中徹
- プロデューサー：五十嵐穀
- ボイスパート監督：岩浪美和
- 録音スタジオ：楽音舎

## 主題歌
「魂のエヴォリューション」
歌 - 影山ヒロノブ / 作詞 - 吉元由美 / 作曲 - 鈴木キサブロー / 編曲 - 河野陽吾

## 評価
ゲーム誌『ファミ通』の「クロスレビュー」では、6・5・6・6の合計23点（満40点）を獲得。レビュアーの意見としては「キャラの可変シーンのかっこよさはファン必見」、「キャラグッズ」、「完璧に原作ファン&子供向けの作り」、「格闘ゲームと呼ぶにはシンプルすぎる気もする」などと評されている。 